# British Library

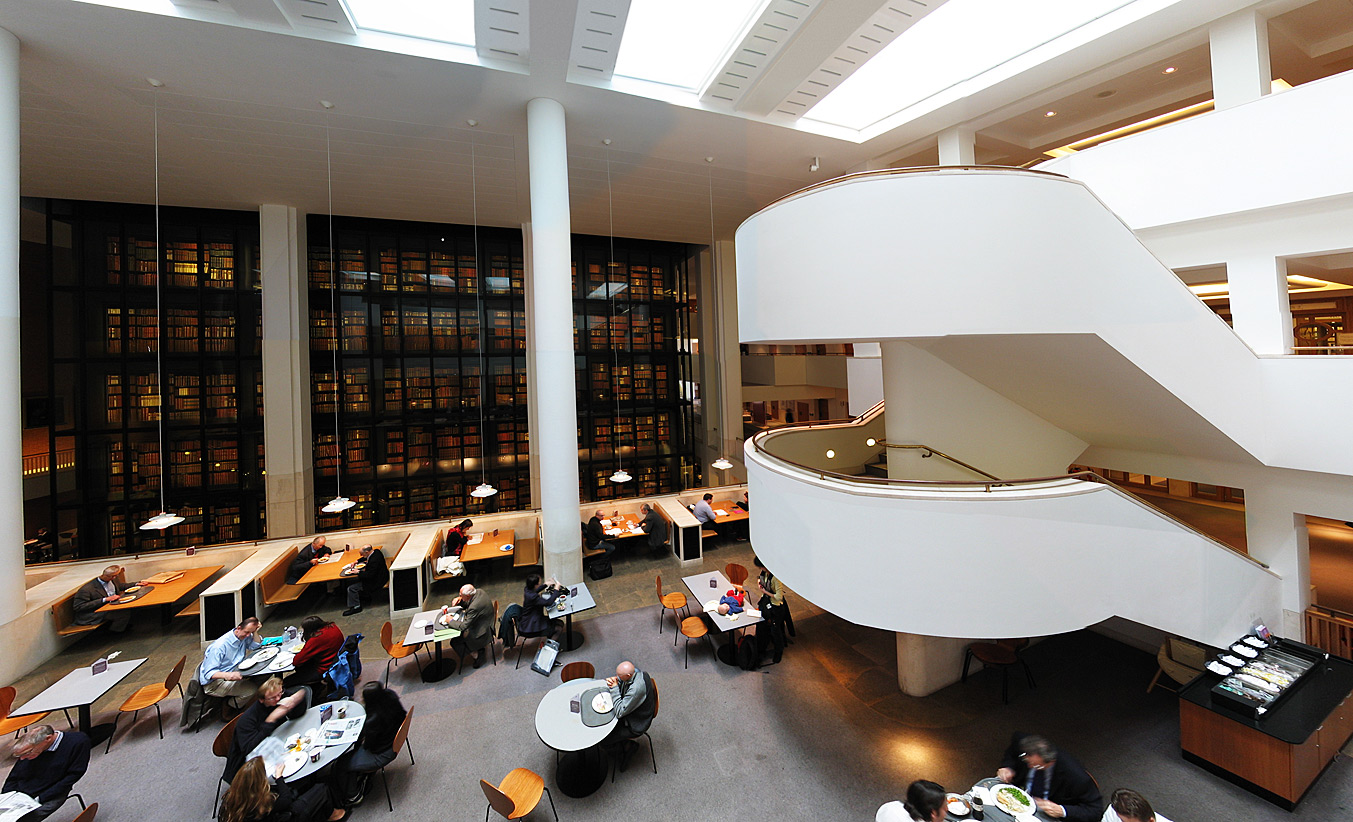
Belső kép

A British Library az Egyesült Királyság nemzeti könyvtára, ugyanakkor a legnagyobb könyvtár világviszonylatban, ugyanis itt 170 millió tétel van nyilvántartva, melyek a világ különböző országaiból származnak. A könyvtár gyűjteményébe nagyjából 14 millió könyv tartozik, melyek között nagyon sok értékes kézirat is található, többek között olyanok is, melyek még időszámításunk előtt 2000-ben íródtak.
Állami könyvtárként a British Library kötelespéldányokat kap, ami azt jelenti, hogy minden olyan könyvből, amelyet az Egyesült Királyságban és Írországban adnak ki, a könyvtár is kap egy példányt. Ez eléggé számottevő könyvmennyiséget jelent, ugyanis az Amerikai Egyesült Államokból származó könyvek közül sokat az Egyesült Királyságban is külön kinyomtatnak. Emellett a könyvtárnak rendelkezésére áll egy meghatározott pénzmennyiség, amelyet új tartalmak beszerzésére költ. Ez éves szinten nagyjából három millió új tételt jelent, ami 9,6 kilométernyi polcot tölt be.
1973-ban a Biritsh Library kivált a British Museumból, azonban ugyanabban az épületben maradt mindaddig, ameddig az e célból készült új épületbe be nem költözhetett.

## Története

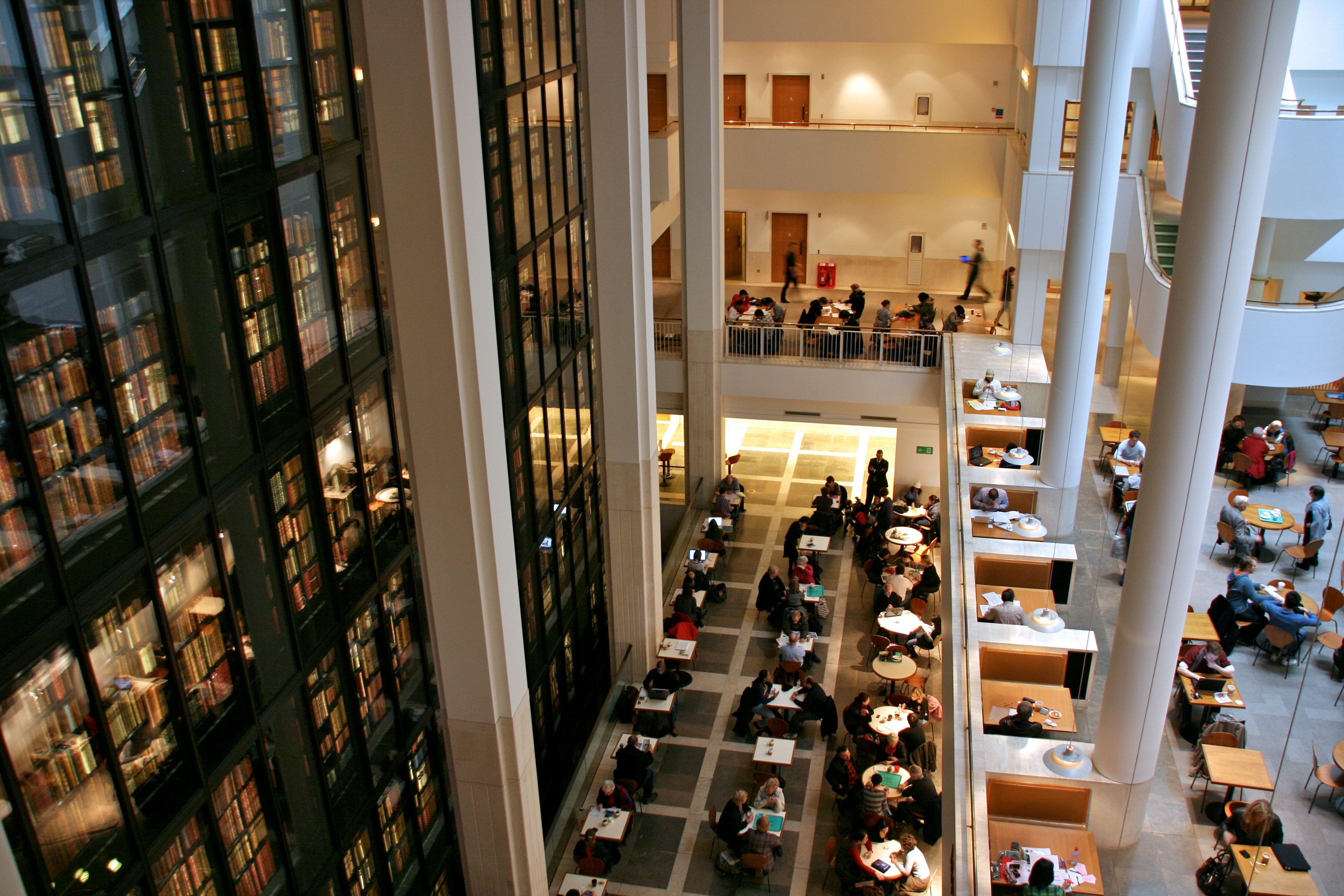
Olvasóterem

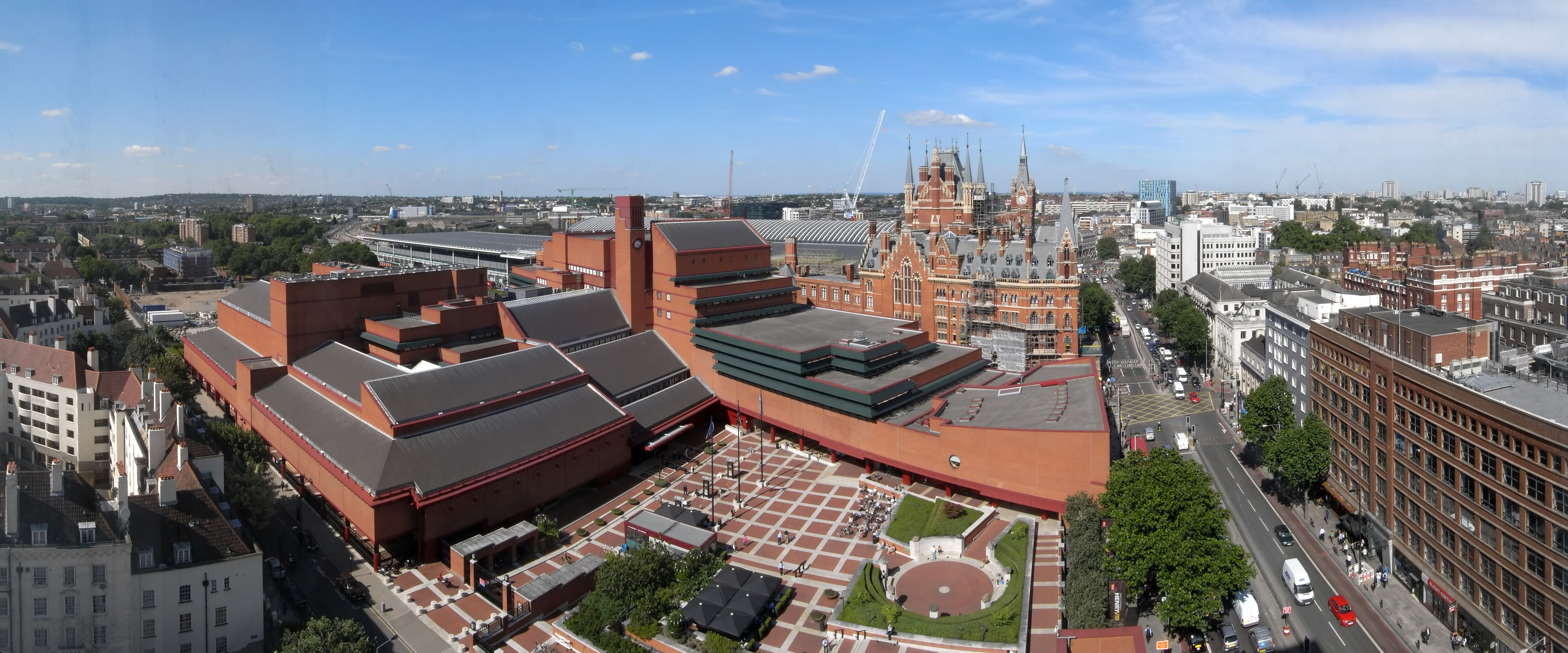
Légifelvétel

A British Library 1973. július 1-én vált ki a British Museumból, majd 1982-ben a National Sound Archive is a könyvtár része lett. Ennek eredményeként a könyvtár gyűjteménye több, mint egy millió kazettával és több ezer filmszalaggal gazdagodott. Az új épület megépítésekor a kezdeti tervben az állt, hogy a Bloomsbury egy részét lerombolják és helyére építik a könyvtárat, közel a múzeumhoz, azonban a tervet több kritika is érte, így végül a Euston Road-on épült fel.
1997–2009 között az könyvtár teljes gyűjteménye egy épületben volt, azonban 2009-ben úgy döntöttek, hogy a kevésbé használt tételeket a Boston Spa-ban levő raktárba szállítják. 2009 januártól 2012 áprilisig több, mint 200 folyókm-nek megfelelő tartalmat szállítottak el az új raktárba, ahonnan azonban a felhasználók kérésére naponta elhoznak bármely szükséges könyvet. 2013-ban megépítették a Newspaper Storage Building épületet, ahova a különböző újságokat és folyóiratokat szállították át.

## Kötelespéldányok
A kötelespéldányokra vonatkozó szabály már legalább 1610 óra működik, azonban az 1911-ben kiadott szerzői jogokra vonatkozó szabály szerint a British Library és további öt másik írországi és egyesült királysági könyvtárnak egy ingyenes példányt kell juttatni az összes olyan könyvből, melyet az Egyesült Királyságban adnak ki vagy forgalmaznak. A könyvtárak közül azonban csak a British Library kap meg automatikusan minden új könyvet, míg a többi könyvtárnak ezt külön kérnie kell a kiadótól.
Az Írországban érvényes szerzői jogi törvény szerint minden olyan könyvből, melyet az ország területén adnak ki, egy ingyenes példányt kell juttatni a British Library számára.

## Olvasószobák használata

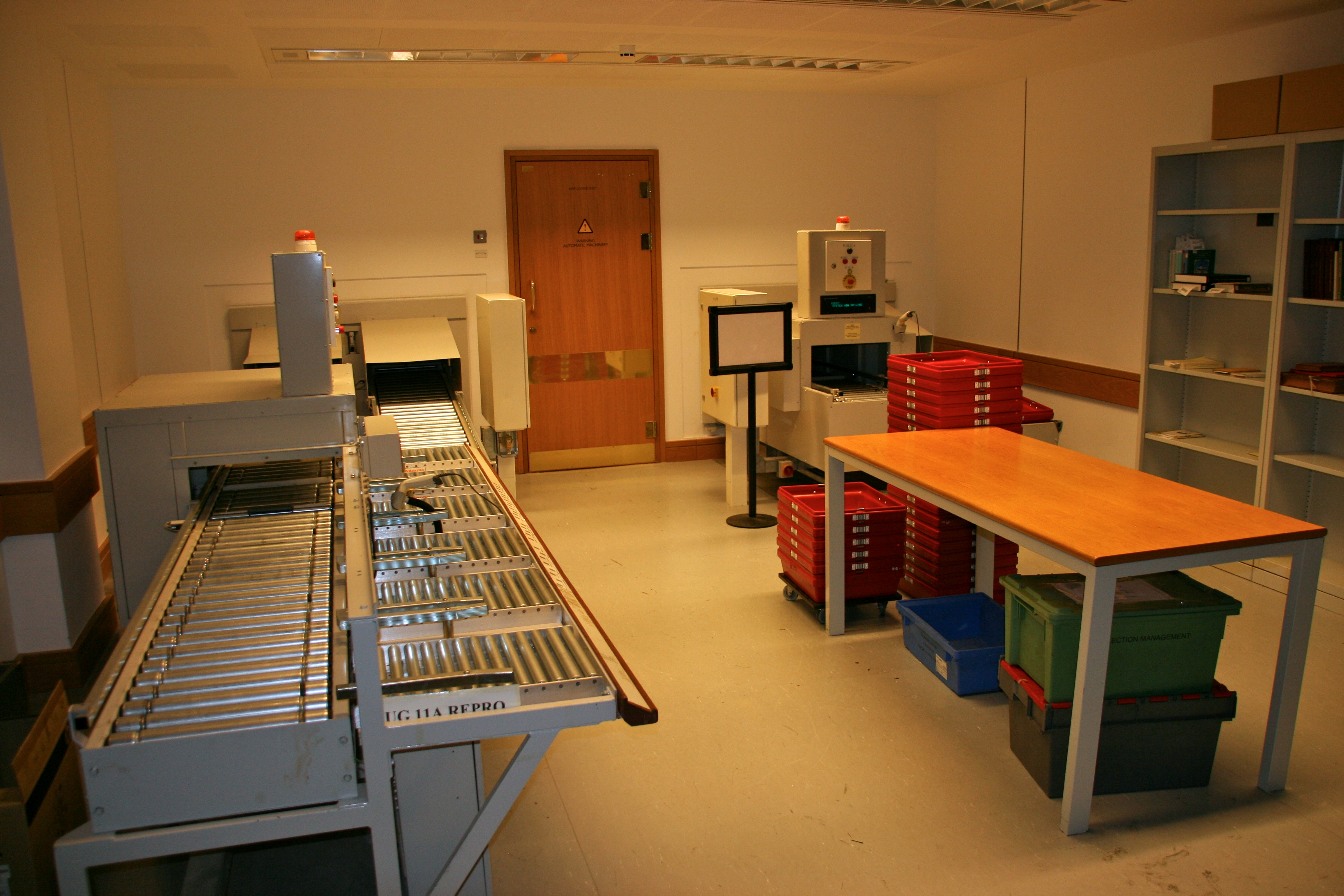
Ezzel a berendezéssel szállítják az olvasószobákba a kívánt könyveket

A könyvtár olvasószobáit bárki használatba veheti, aki Reader Pass-el (Olvasói engedély) rendelkezik és valamilyen kutatás végett szeretne az itt található forrásokhoz hozzáférni. Azonban általában a könyvtár története során csak azok kaphatták meg a Reader Pass-et, akiknek olyan forrásokra volt szükségük, amelyekhez nem tudtak hozzáférni a közkönyvtárakban vagy egyetemi könyvtárakban. A könyvtár azonban sok kritikát kapott amiatt, hogy több végzős hallgatónak is Reader Pass-t adott, hogy a kutatásaikhoz szükséges dokumentumokhoz itt hozzáférhessenek, bár saját egyetemi könyvtáraikban is elérhető volt. Azonban a könyvtár vezetősége nem talált semmilyen kifogásolható tényezőt az egyetemi hallgatók kérésében, ezért engedélyezi továbbra is a hasonló jellegű kéréseket.

## Online elérhető tartalmak
A könyvtár általában minden kategóriából több tartalmat is online elérhetővé tesz. Az Online Galery (online galéria) által több, mint 30 000 középkori könyv képeihez lehet hozzáférni. Emellett rengeteg iniciáléval ellátott könyv is online elérhető, a British Library Sounds pedig 60 000 online elérhető hangfelvételt tartalmaz.
2010 októberében elindították a Management and business studies portal online platformot, amelyen menedzsmenttel kapcsolatos felmérések és jelentések és publikációk váltak elérhetővé.
2011 novemberében 4 millió, a 18. és 19. századból származó újságoldalt tettek online elérhetővé. A tervek szerint ez egy tíz évet igénybe vevő program után 40 millióra fog bővülni. Az archívumban ingyen lehet keresni, azonban a tartalom megtekintéséért fizetni kell.

## Kiállítások
A Sir John Ritblat Galériában több könyvet és kéziratot is kiállítanak, amelyeket a látogatók ingyenesen megtekinthetnek. Az állandó kiállítás mellett gyakran tematikus kiállításokat is szerveznek, amelyek során térképeket, szent szövegeket, az angol nyelv kialakulásának történetéről szóló könyveket, törvénykönyveket állítanak ki. Egy ilyen tematikus kiállítást hoztak létre 2015-ben is a Magna charta libertatum 800 éves évfordulója alkalmával.

## Hang archívum

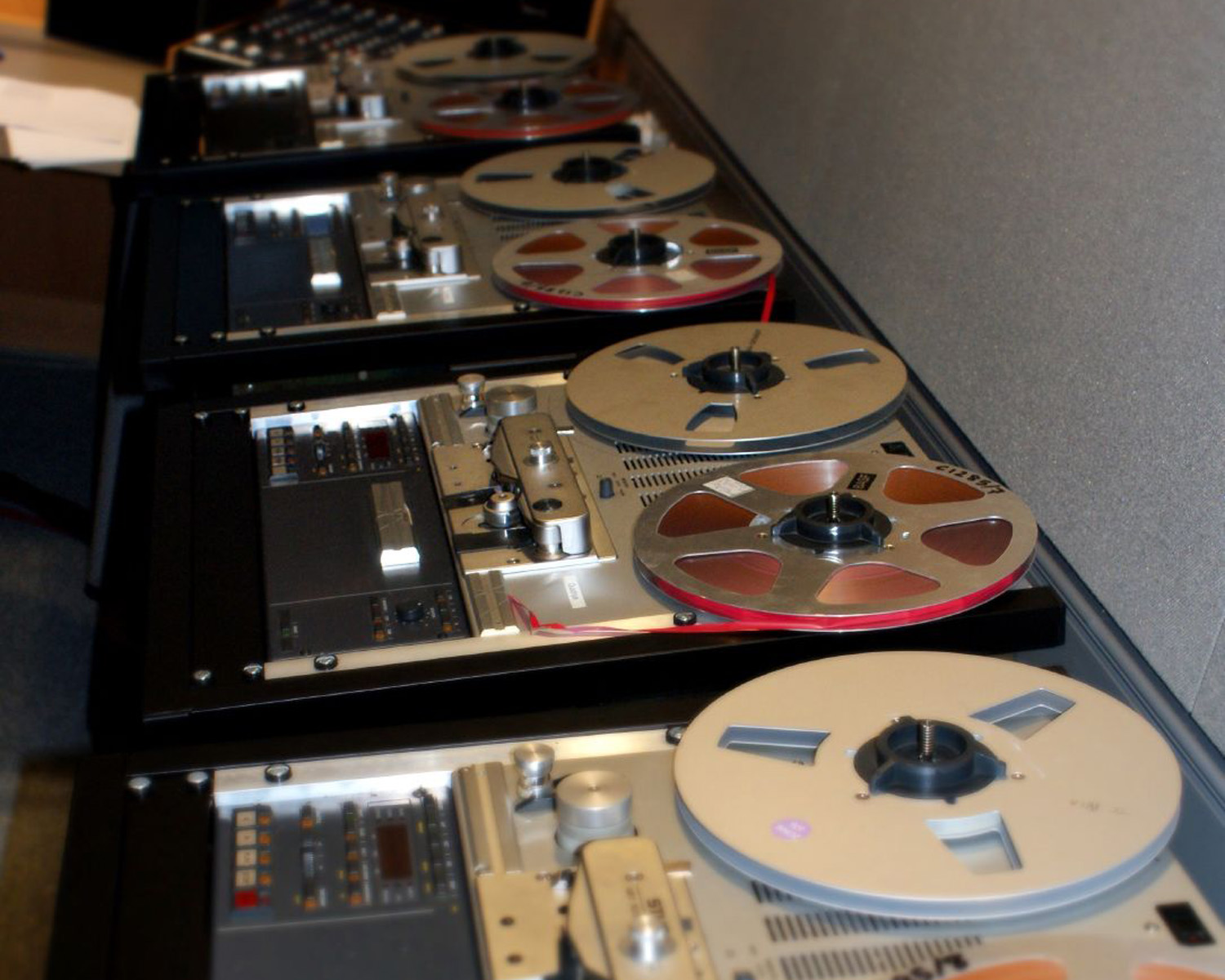
A könyvtárban található hangarchívumok lejátszására használt berendezés

A British Library Sound Archive néven ismert hang archívum 1 milliónál több lemezt és 185 ezer hangszalagot tartalmaz. A gyűjtemény tartalma a világ minden pontjáról származik, és magába foglal zenei műveket, felvett lírai és drámai hanganyagokat, természeti hangokat. Egyes felvételek 100 évnél is régebbiek.

## Újságok
A könyvtárban szinte az összes újság megtalálható, amit az Egyesült Királyságban és Írországban kiadtak 1840 óta. Az 1801-től Londonban kiadott újságok gyűjteménye pedig teljes. Ez többnyire az 1869-ben kiadott törvénynek köszönhető, amely kötelezővé tette, hogy minden sajtótermékből egy példát a könyvtárnak szolgáltassanak.

## Mozgókép archívum
A 2013-ban elkezdett Moving image services program keretén belül közel egy millió mozgókép és hangfelvétel elérhető, ez pedig csak egy része a 20 millió tételből álló gyűjteménynek. Ezt a funkciót azonban csak az épületen belül lehet elérni, és három különböző részre osztható
- BBC Pilot/Redux: A BBC csatornán 2007 óta közvetített összes nemzeti és néhány regionális műsorát tartalmazza.
- Broadcast News: 2010 óta 17 nemzetközi televíziós csatorna és rádióműsor híradóit tartalmazza, sok pedig feliratot is tartalmaz, ez pedig nagy segítséget nyújt a kutatómunkákban.
- Television & Radio Index for Learning & Teaching (TRILT): Az Egyesült Királyságban 2001 óta közvetített összes televíziós műsort tartalmazza, egyes esetekben meg akár 1995 és 2001 között sugárzott műsorokat is, ez a gyűjtemény pedig évente nagyjából 1 millió új tétellel bővül.

## Bélyeggyűjtemény

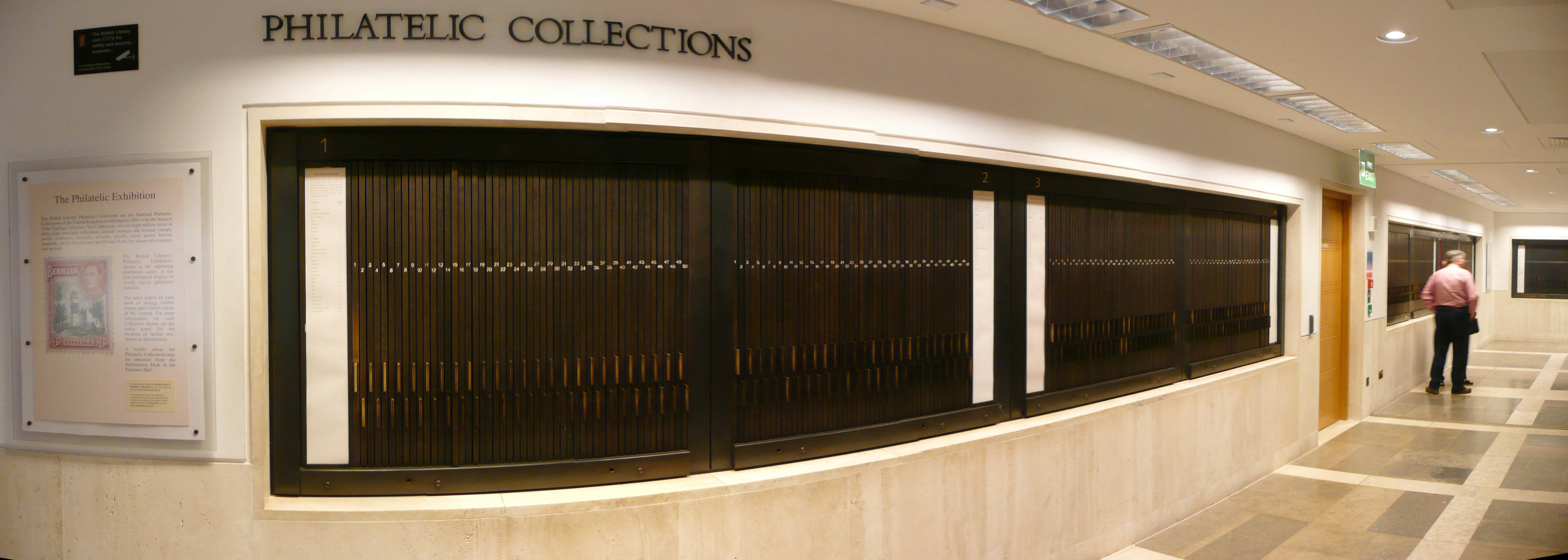
A bélyeggyűjtemény kiállítása

A gyűjteményt 1891-ben alapították, miután Thomas Tapling bélyeggyűjteményét a könyvtárnak otthont adó múzeumnak adományozták. Az archívum fokozatosan növekedett, napjainkban pedig 25 nagy és több kisebb gyűjteményt foglal magába. Nagyjából 80 ezer kiállított bélyeg megtekinthető, sok más pedig a kutatók számára bármikor elérhető.

## Kiemelt művek
- Diamond Sutra – az első nyomtatott könyv a Tang-dinasztia idejéből
- Codex Sinaiticus – a második legrégebbi kézzel írt Biblia. A kódex tartalmazza az Ószövetség nagy részét és az Újszövetséget hiány nélkül.
- Codex Alexandrinus – egy korai görög nyelvű bibliai kézirat
- Lindisfarne evangélium – iniciálékkal ellátott latin evangélium Northumbriából
- St Cuthbert evangélium – northumbriai evangélium
- Gutenberg Biblia – az 1450-es években Németországban nyomtatott bibliák közül két példány
- Worms Bible, Stavelot Bible, Parc Abbey Bible és Floreffe Bible – nagy méretű kézzel írott Biblia másolatok
- Schuttern evangélium – Németországból, Badenből származó evangélium
- Moutier-Grandval Apátság Bibliája – a 9. században Toursban megírt három illusztrált Biblia egyike
- Magna Carta Libertatum – 2 példányban megtalálható
- Beowulf költemény egyetlen épségben maradt kézirata
- Bedford Hours – valamikor Bedford hercege által birtokolt késő középkori illusztrált könyv
- Ivan Alexander cár evangéliuma – legfontosabb középkori bolgár kézirat
- Codex Arundel – Leonardo da Vinci egyik jegyzetfüzete[1]
- William Tyndale 1534-es angol nyelvre fordított Új Testamentum könyve, mely Anne Boleyn személyes másolata
- Handel Messiás művének eredeti kézirata
- Alice Csodaországban – eredeti kézirata, a könyvet az amerikai könyvbarátok konzorciumától kapta ajándékba a British Library elismerésként, hogy az Egyesült Királyság szembeszállt Hitlerrel az Amerikai Egyesült Államok belépéséig

## A könyvtár vezérigazgatói
- Sir Harry Hookway (1973–1984)
- Dame Lynne Brindley (2000–2012)
- Roly Keating (2012– )

## Fordítás
- Ez a szócikk részben vagy egészben  a   British Library című angol Wikipédia-szócikk ezen változatának fordításán alapul.  Az eredeti cikk szerkesztőit annak laptörténete sorolja fel. Ez a jelzés csupán a megfogalmazás eredetét és a szerzői jogokat jelzi, nem szolgál a cikkben szereplő információk forrásmegjelöléseként.